# 마카레우스
마카레우스(Macareus)는 그리스 신화에 나오는 아이올로스의 아들이다. 헬렌의 아들 아이올로스가 에나레테와 결혼하여 낳은 아들로서 시시포스, 크레테우스, 살모네우스, 아타마스, 마그네스, 페리에레스의 형제이며, 알키오네, 카나케, 페이시디케, 칼리케, 클레오불레, 페리메데와는 남매 사이이다. 형제들은 그리스 곳곳에 도시를 세워 왕이 되었으나, 마카레우스는 여동생 카나케와 사랑에 빠져 근친상간을 범하였다. 카나케는 자살하였다고도 하고 아버지에게 살해당하였다고도 하는데, 카나케가 죽자 마카레우스도 자살하였다.